# Bamougong
 (septembre 2022).
La mise en forme du texte ne suit pas les recommandations de Wikipédia : il faut le « wikifier ».
Les points d'amélioration suivants sont les cas les plus fréquents. Le détail des points à revoir est peut-être précisé sur la page de discussion.
- Les titres sont pré-formatés par le logiciel. Ils ne sont ni en capitales, ni en gras.
- Le texte ne doit pas être écrit en capitales (les noms de famille non plus), ni en gras, ni en italique, ni en « petit »…
- Le gras n'est utilisé que pour surligner le titre de l'article dans l'introduction, une seule fois.
- L'italique est rarement utilisé : mots en langue étrangère, titres d'œuvres, noms de bateaux, etc.
- Les citations ne sont pas en italique mais en corps de texte normal. Elles sont entourées par des guillemets français : « et ».
- Les listes à puces sont à éviter, des paragraphes rédigés étant largement préférés. Les tableaux sont à réserver à la présentation de données structurées (résultats, etc.).
- Les appels de note de bas de page (petits chiffres en exposant, introduits par l'outil «  Source ») sont à placer entre la fin de phrase et le point final[comme ça].
- Les liens internes (vers d'autres articles de Wikipédia) sont à choisir avec parcimonie. Créez des liens vers des articles approfondissant le sujet. Les termes génériques sans rapport avec le sujet sont à éviter, ainsi que les répétitions de liens vers un même terme.
- Les liens externes sont à placer uniquement dans une section « Liens externes », à la fin de l'article. Ces liens sont à choisir avec parcimonie suivant les règles définies. Si un lien sert de source à l'article, son insertion dans le texte est à faire par les notes de bas de page.
- La présentation des références doit suivre les conventions bibliographiques. Il est recommandé d'utiliser les modèles {{Ouvrage}}, {{Chapitre}}, {{Article}}, {{Lien web}} et/ou {{Bibliographie}}. Le mode d'édition visuel peut mettre en forme automatiquement les références.
- Insérer une infobox (cadre d'informations à droite) n'est pas obligatoire pour parachever la mise en page.

Pour une aide détaillée, merci de consulter Aide:Wikification.
Si vous pensez que ces points ont été résolus, vous pouvez retirer ce bandeau et améliorer la mise en forme d'un autre article.
Bamougong (en langue ngiemboon : Megwong, Pa Megwong ou La'a Pa Megwong, ce qui signifie littéralement en français : « Demeurons » ou « Les Demeurons » ou « Terre des Demeurons ») est une collectivité traditionnelle camerounaise de la Région de l'Ouest, située dans le département des Bamboutos et l'arrondissement de Batcham.
Le décret n°77/245 du 15 juillet 1977 signé par le Président Ahmadou Ahidjo et portant organisation des chefferies traditionnelles au Cameroun fait de Bamougong une chefferie de deuxième degré. 
Son chef actuel, Tchoupou Namekong Théodore, accède au trône royal le 9 janvier 2016, après la mort de son père, Namekong Tiwa Jean-Pierre, survenue le 8 octobre 2015. 
Bamougong est une collectivité traditionnelle composée de 16 villages : Bakoum, Balatchuet, Bameghang, Bametsa, Batchuetim, Bateng, Batolong, Batossessong, Batoumoc I, Batoumoc II, Batoutia, Batsinla, Bazintia, King Place I, King Place II et Métio.  

## Géographie
La chefferie est située à 3 km à l'ouest de Mbouda Carrefour RN6, certains quartiers de Bamougong sont situés dans la zone urbaine de l'agglomération de Mbouda.

## Histoire
L'histoire de la création de la Chefferie Bamougong est à peu près identique à celle des autres Collectivités Traditionnelles Bamilékés, car les Bamougong appartiennent à ce groupe ethnique camerounais. Ils viennent de l'Egypte pharaonique. Ayant refusé et rejeté l'islam, ils quittent leur pays, descendent sur les bords du Nil jusqu'au Soudan avant de migrer vers le Cameroun où ils arrivent au XIIe siècle et s'installent dans les Grassland. De par leur localisation, on les appelle les "Grassfields". Une première ville est fondée: Bafoussam. Mais les migrations ne sont pas terminées. De Bafoussam plusieurs groupes de peuplement partent dans toutes les directions. Bamougong fait partie du groupe commandé par Fouopatouo. Celui-ci, par sa "main de feu" brûlant tout sur son passage pour se frayer un chemin, se dirige vers les monts Bamboutos et s'installe à Nzié. Nzié signifie "le commencement". Le groupe se morcèle en quatre: Bangang, Batcham, Bamougong, Balessing.

## Relief et sols

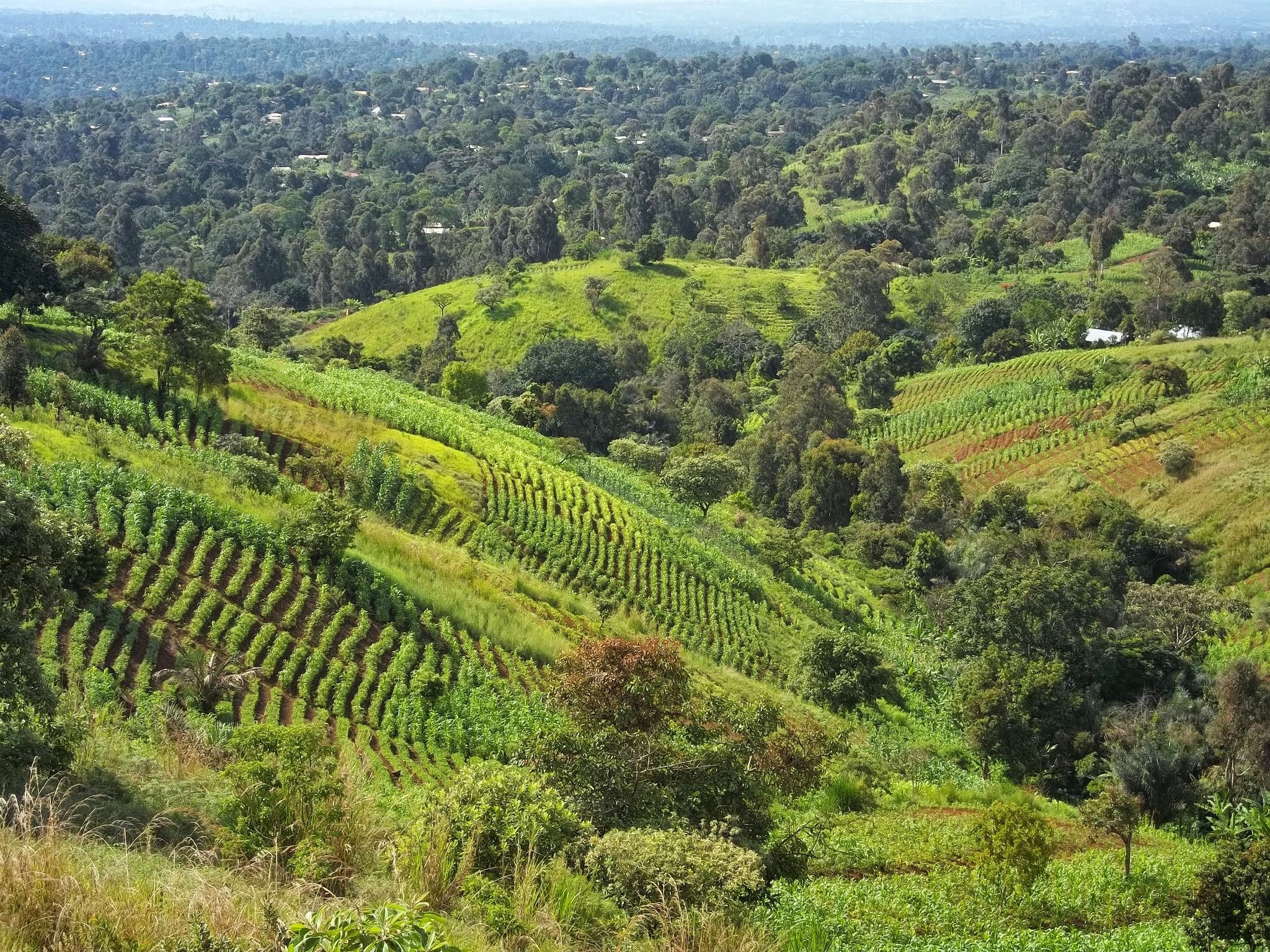

Le relief du Groupement Bamougong est accidenté. Pour aller du centre ville de Mbouda à Batcham-ville on monte la colline Bamougong longue de 8 km avec des pentes plus ou moins fortes. 
Le sol est pierreux par endroit. Plus on quitte le sommet d'une colline pour le bas-fond, plus le sol est riche. Inversement, plus on va des bas-fonds vers le sommet, plus le sol est pauvre. C'est un sol en proie au lessivage.

## Paysage et végétation
Le paysage Bamougong est celui d'une savane arbustive. L'arbre dominant est l'avocatier. Mais de nombreux eucalyptus sont présents, ainsi que des essences comme le Podocarpus Sp., le Canarium Schweinfurtii, le Prunus Africana, le Voacanga, l'Acacia Sp. Les bas fonds sont dominés par les forêts galeries contenant les raphias.Ils sont verts toute l'année. Il y a la présence d'Imperata Cylindrica sur certains sommets des collines.

## Villages et quartiers
Le groupement de Bamougong est constituée des quartiers de : Bakoum, Balatchuet, Bamengang, Bametsa, Batchuetim, Bateng, Batolong, Batossessong, Batoutia, Batsinla, Bazintia, King Place, Metio, Balafotio, Bameboro.  

## Économie
La vie économique du Peuple Bamougong repose sur quatre secteurs productifs: L'agriculture, l'élevage, le petit commerce et l'exploitation de ressources naturelles.  Un Poste Agricole existe à Medoumgwong et a, à sa tête, un Chef de Poste Agricole nommé par le Ministère de l'Agriculture pour encadrer les paysans. 

### L'agriculture

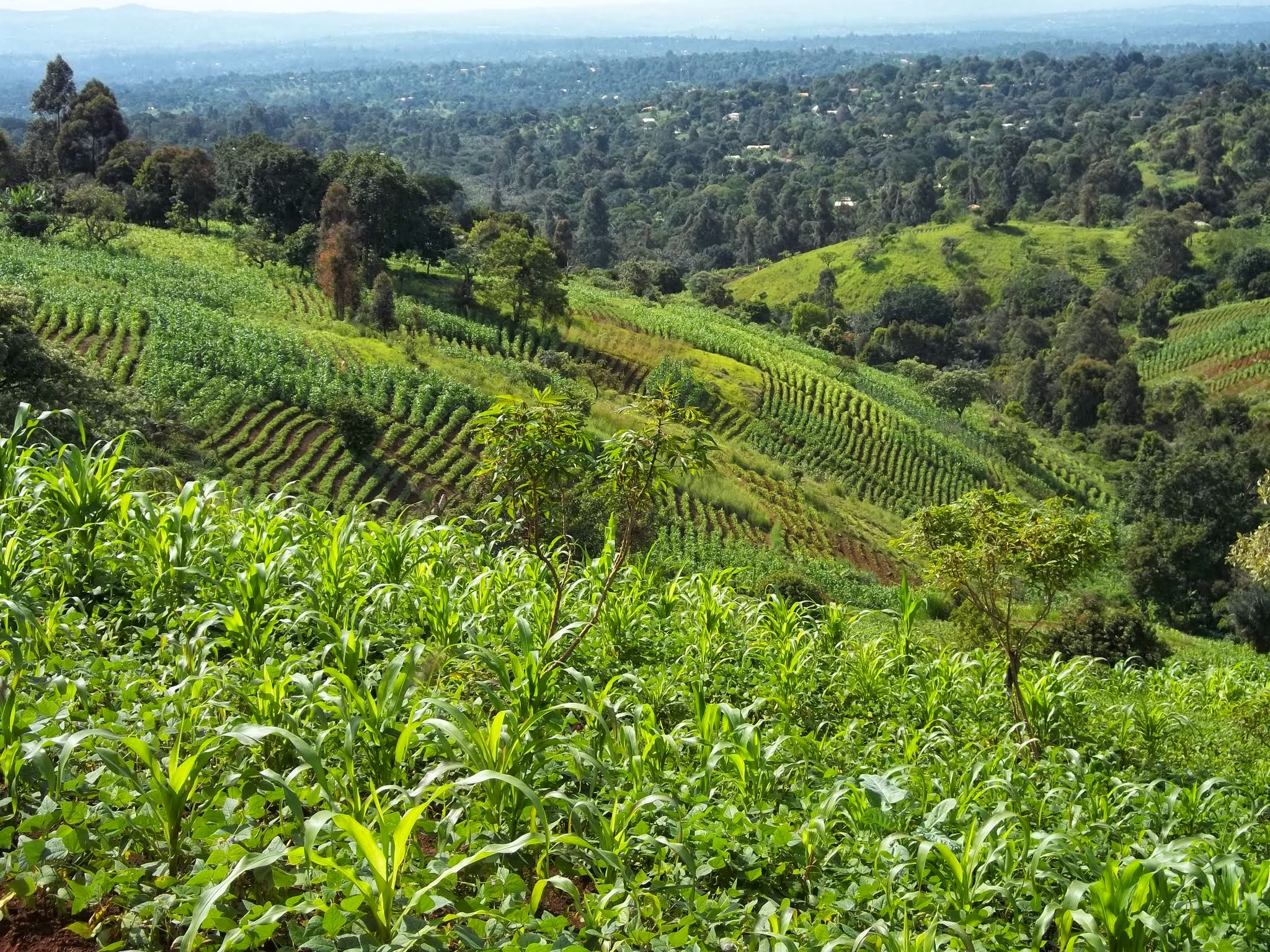
Agriculture à Bamougong

L'agriculture est la principale source de nutrition dans les ménages à Bamougong. Quelle que soit la culture, ses produits sont destinés à l'auto-consommation; les excédents des récoltes sont vendus dans les marchés locaux comme King Place et Bakoum ou dans les marchés environnants comme Batcham-ville et Mbouda. C'est une agriculture non mécanisé. Les principales cultures pratiquées sont:

#### En vivriers
Maïs, haricot, manioc, patate, macabo, soja, arachide, pomme de terre, ignames, bananiers...

#### En fruitiers
Avocatiers, safoutiers, goyaviers, papayers, kolatiers, Canarium Schweintfurthii (l'arbre aux fruits noirs). Bamougong est l'une des plaques tournantes de la culture de l'avocatier greffé dans le Département des Bamboutos avec ses plantations situées à Medoumgwong(un bloc de Balatchuet) et à Batchuetim.

#### En maraîchers
Tomate, piment, choux, aubergines, poivrons, haricot vert, carottes, oignon, légumes feuilles... L'activité de maraîchage est une importante source de revenu pour la famille. Elle se fait généralement dans les bas-fonds et toute l'année. Elle fait reculer la forêt galerie où se cultive le palmier raphia.

#### Le raphia
La culture du raphia est l'une des sources de revenu. Cette plante pérenne est cultivée pour son jus de couleur blanche, le vin de raphia, ses bambous qui servent à faire les charpentes des maisons, confectionner des meubles, tisser des paniers, construire des haies vives et des greniers...

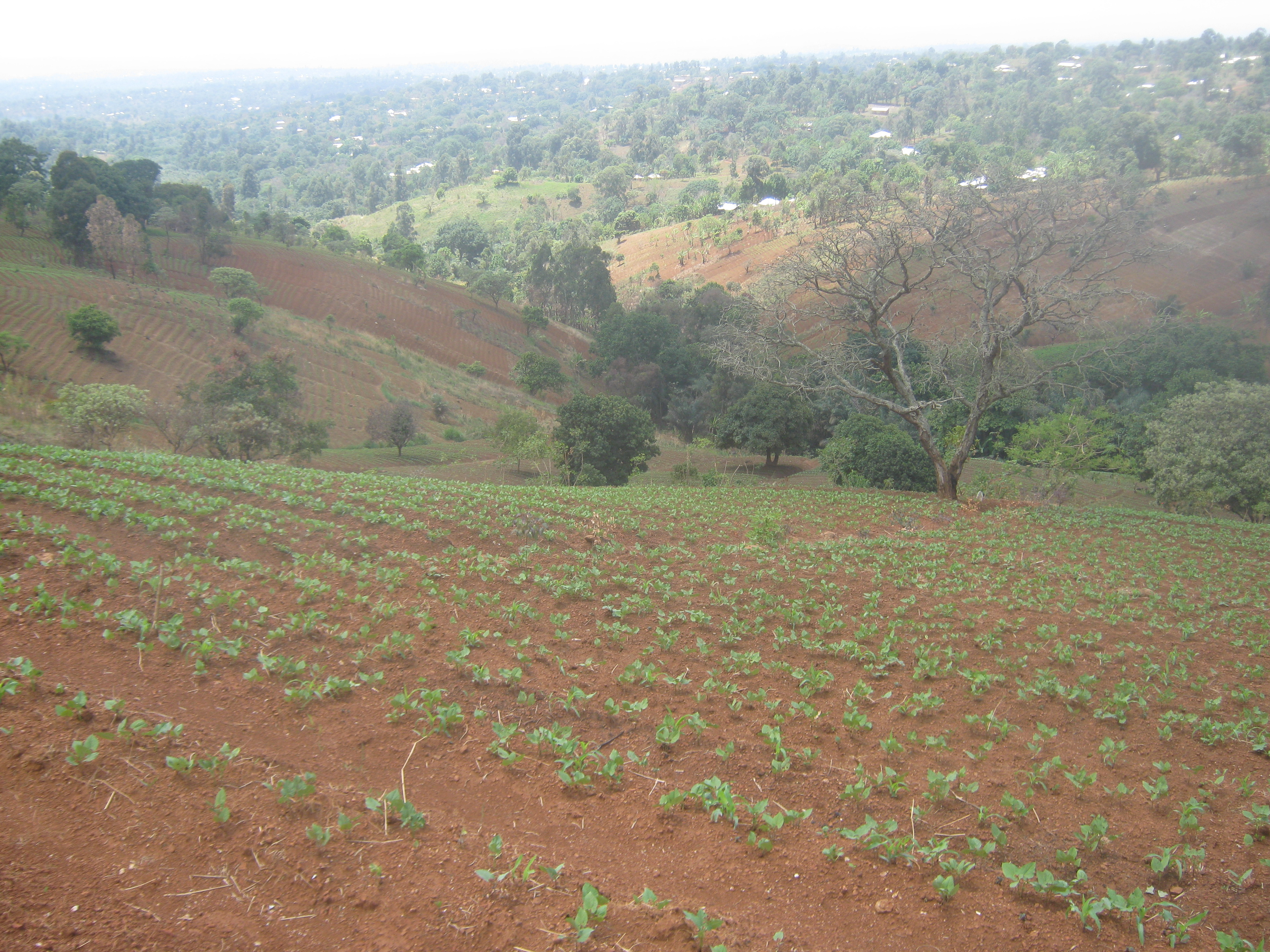
Champs
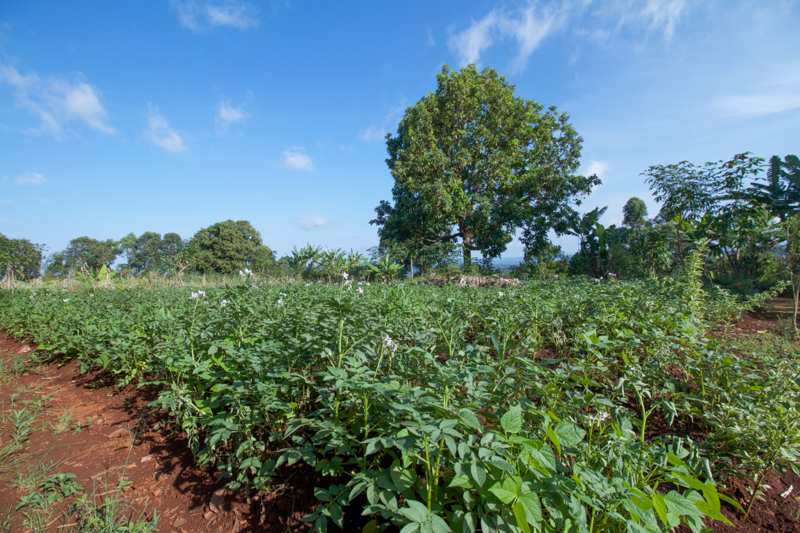
Pommes de terre
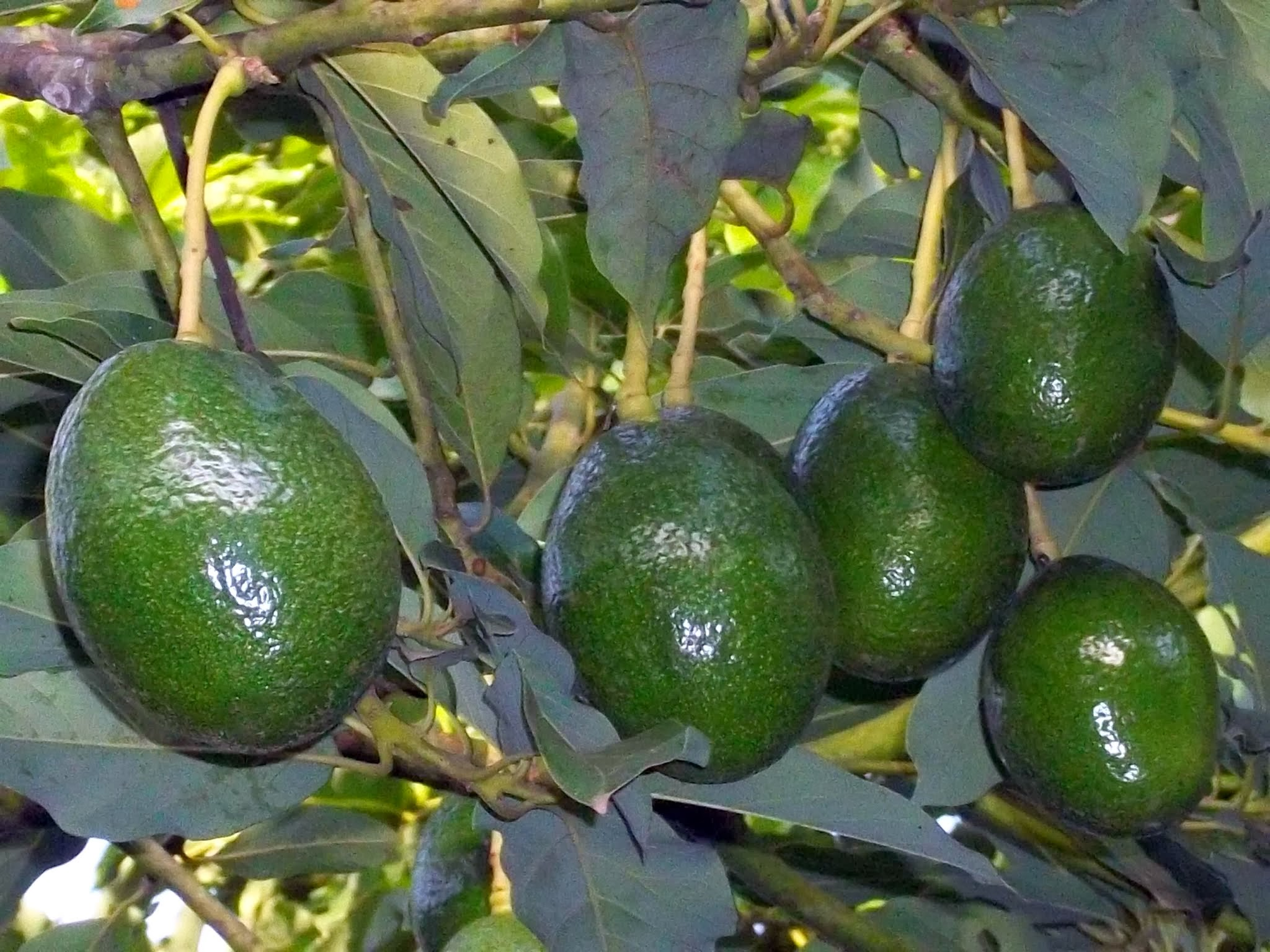
Avocats
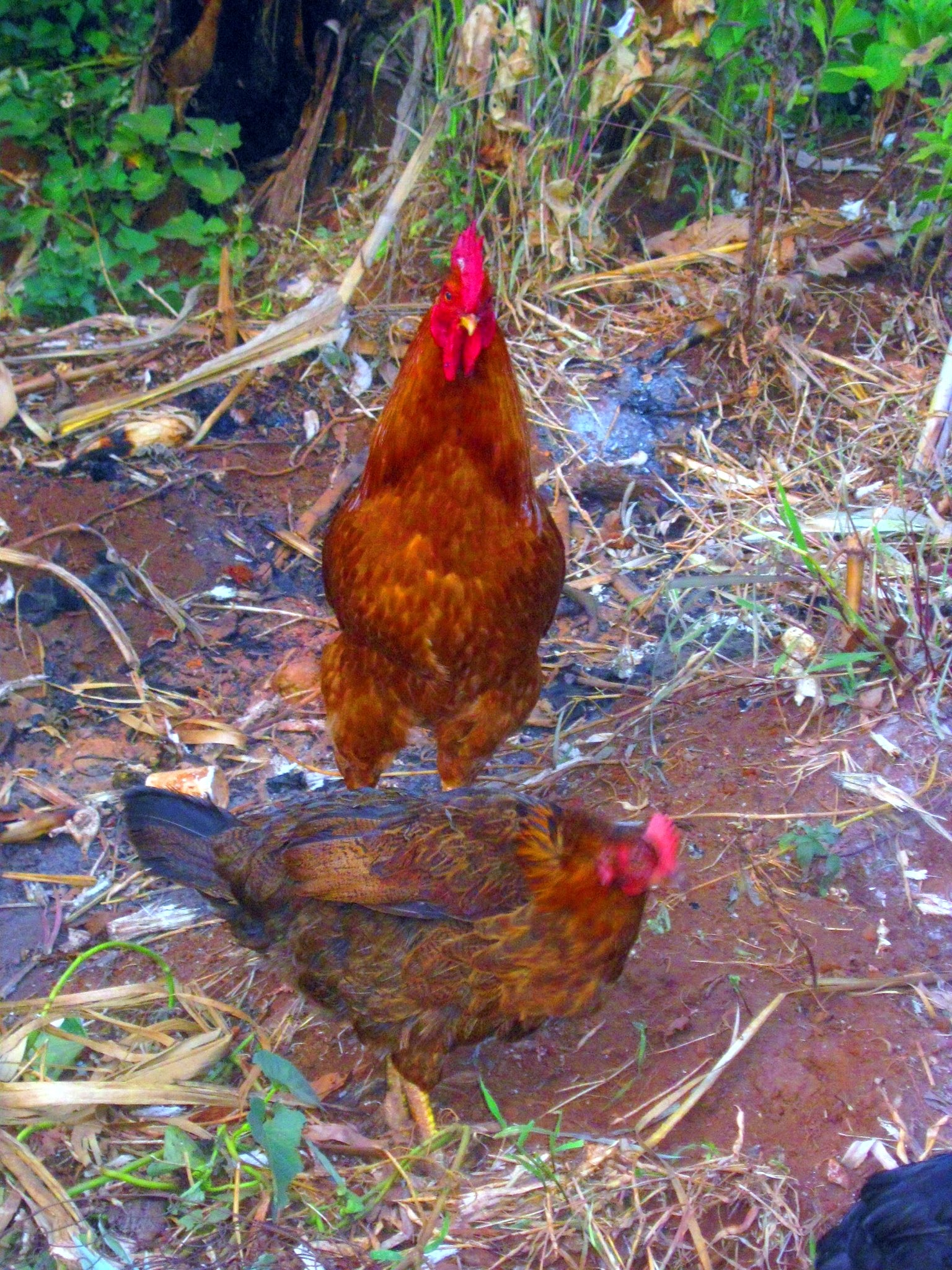
Poules

### Élevage
Il y a, à Bamougong, un élevage traditionnel et un élevage moderne. 

#### L'élevage traditionnel
L'élevage traditionnel se fait autour de la concession ou dans un coin de la maison. C'est l'ensemble des chèvres attachées çà et là dans le village, la volailles en divagation sur toute l'étendue du groupement ou les lapins et les cochons d'Inde élevés dans un coin de la cuisine. 

#### L'élevage moderne
L'élevage moderne est représentée par les fermes avicoles de Bateng, Balachuet, Métio et les fermes porcines de Bakoum, Batolong et Bameghang.

### Le petit commerce
Quatre marchés existent à Bamougong: King Place, Bakoum, Tchélépi et Métio. Deux d'entre elles ont la particularité qu'en dehors des produits manufacturés mis en vente, il y a les produits des champs. Pour s'approvisionner en produits champêtres, il faut venir le jour du marché. Et le marché a lieu une fois par semaine traditionnelle (8 jours). A Bamougong, il y a au moins une boutique de ravitaillement à chaque relais routier. Chacune de ces boutiques est en même temps un bar. 
Des distributeurs de boissons (des Brasseries du Cameroun, de l'Union Camerounaise des Brasseries et de Guinness) sont recensés à Balatchuet, Bameghang, Métio et King Place.

### Les ressources naturelles

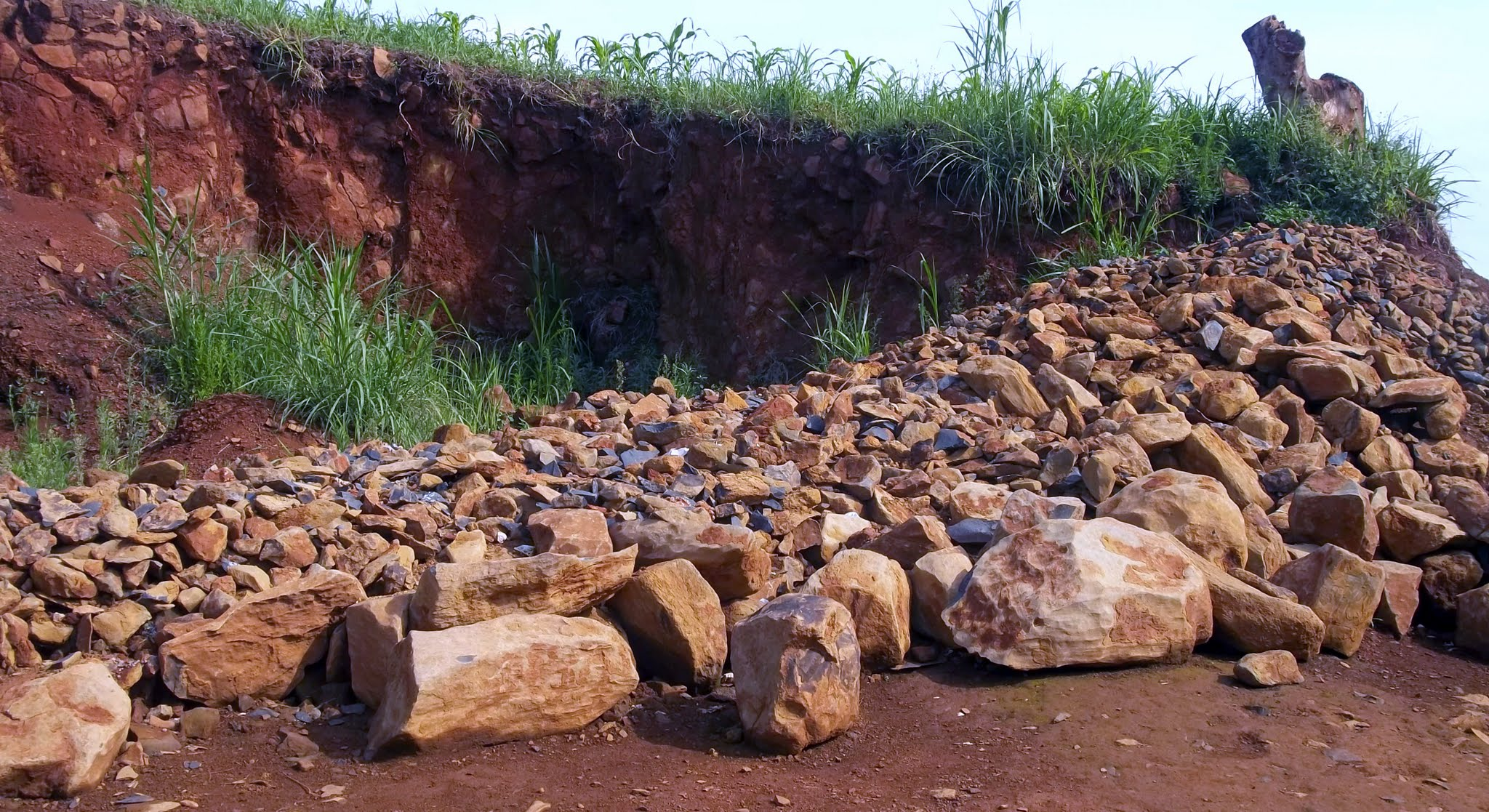
Carrière de pierres

La seule ressource naturelle bamougong exploitée à nos jours est la pierre. Il existe près d'une dizaine de carrières d'exploitation de pierres à Medoumgwong, Batolong, Batossessong, Bateng, Balatchuet... L'exploitation est artisanale: elle se fait à la main. Mais il y a une carrière dont le travail de déterrement est mécanisé à Bazintia. Pour l'exploitation artisanale, le sol est creusé à l'aide de piques, de pioches, la pierre déterrée, cassée ou vendue telle qu'elle pour faire les fondations de maisons ou concassées à l'aide de marteaux pour produire du gravier nécessaire aux travaux de maçonnage. L'exploitation des carrières de pierres est une importante source de revenu pour les jeunes Bamougong.

## Le réseau routier

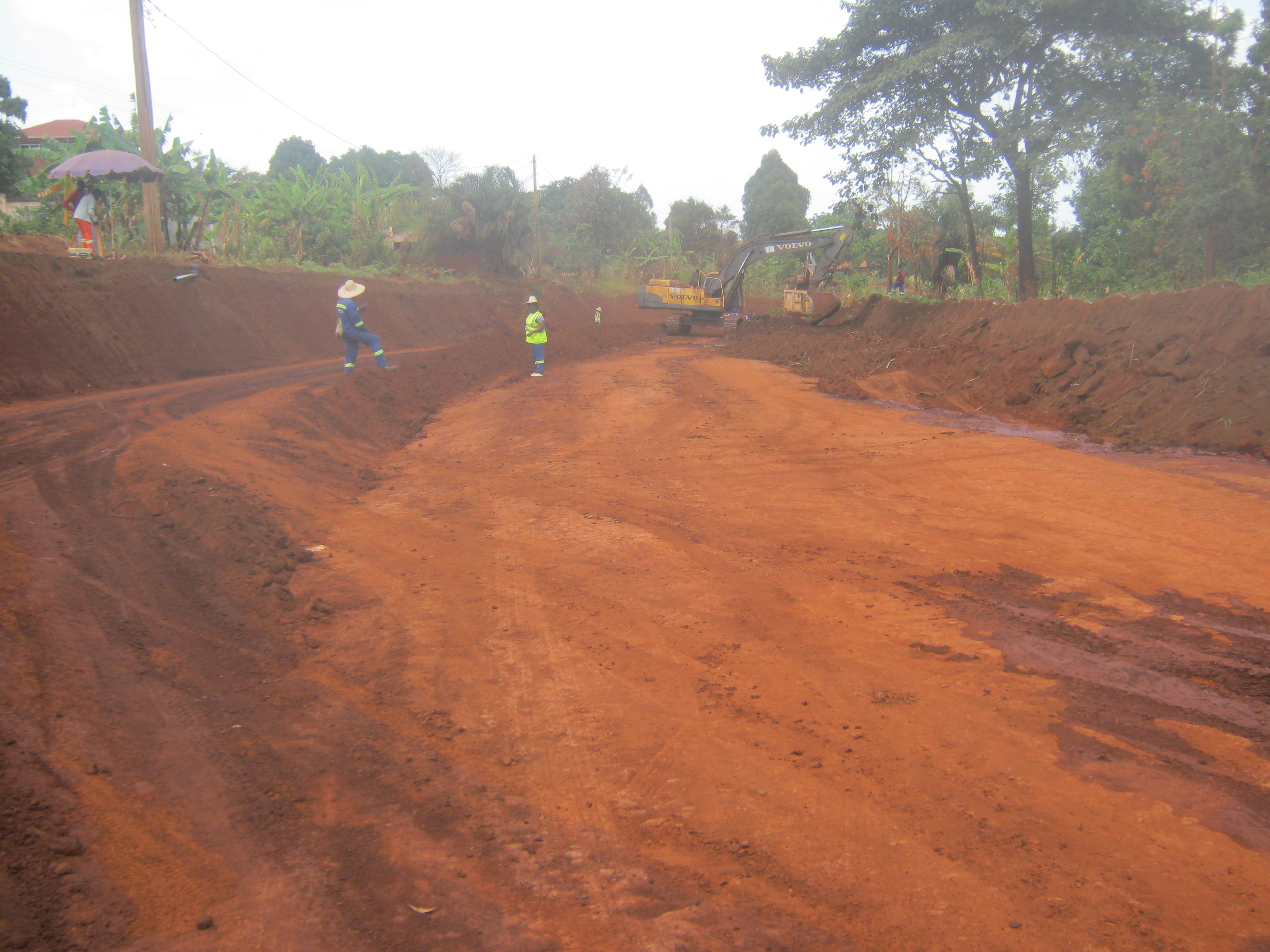
Le bitumage de la route Mbouda Baleveng passe par le Groupement Bamougong.

Bien qu’ayant un relief accidenté, Bamougong a un réseau routier relativement dense. Le village dispose des routes qui permettent de relier toutes les sous-chefferies, ce qui  permet des échanges à l’intérieur et à l’extérieur. Ainsi, il sert de carrefour pour aller dans les villages voisins tels que Batcham, Bangang, Bafounda, Balatchi. Le projet de construction d’un nouvel axe routier reliant directement le département de la Mezam dans le Nord-ouest, à Dschang dans l’Ouest, offre de nouvelles perspectives. Par ailleurs, le département bénéficie en ce moment du démarrage d’un projet de bitumage du tronçon Mbouda-Balessing en passant par le village Bamougong, avec une bretelle qui va aller jusqu’à la chefferie. La réalisation de ce projet va permettre aux populations d’écouler facilement en toutes saisons.

## La carte scolaire

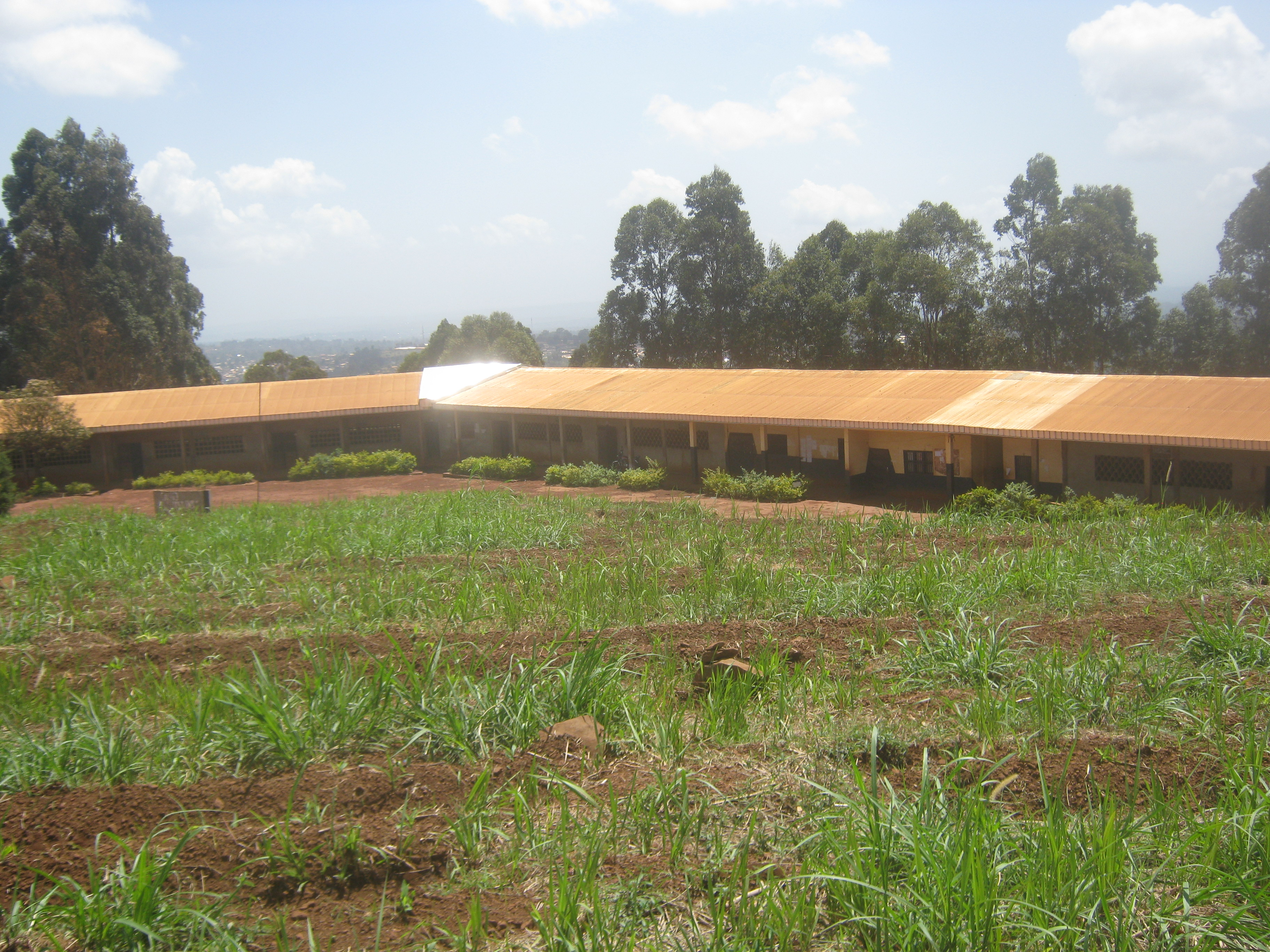
Le Lycée de Bamougong

La population de Bamougong est majoritairement jeune. Le village a une carte éducative riche. Au niveau de l’éducation de base, il y des écoles maternelles (4) et primaires publiques (7 au total), une école maternelle et primaire confessionnelle catholique. Pour l’enseignement secondaire, une SAR/SM, un CETIC et un Lycée d’enseignement général. Ces établissements scolaires bénéficient de l’appui financier des élites et de la diaspora pour la construction des bâtiments. De même, les meilleurs élèves sont primés en fin d’année à travers l’organisation d’une fête de l’excellence. La langue maternelle ici est le Ngiemboon(code ISO 639-3 : nnh); il existe une cellule d’initiation à la lecture et à l’écriture en cette langue. Ainsi, des supports didacticiels sont produits. Au rang de ceux-ci, un dictionnaire Ngiemboon-Français, des livres de lecture et de grammaire(1-Manuel pour lire et écrire la langue Ngiembon, 2-Apprenons à lire en langue Ngiemboon. De même, le Nouveau Testament  a été traduit en ngiembon par l'Alliance biblique du Cameroun, pour l’évangélisation des populations. Le but recherché est l’enracinement de la jeunesse à son terreau socio culturel. En marge de l’école mais dans son sillage, pour le développement et la réalisation des projets communautaires, un comité de développement a été créé. À travers ce comité, une semaine d’activités multidisciplinaire  se tient au mois d’août de chaque année. Toute la communauté est mobilisée au tour des activités sportives, de planification des projets développement et de mobilisations des fonds. Reste au comité  d'accroître l’offre en énergie. Parmi ces projets, figurent ceux liés à la santé.

### Écoles primaires
- École Publique de Medoumgwong
- École Publique de Batolong
- École Publique de Tchélépi
- École Publique de Métio

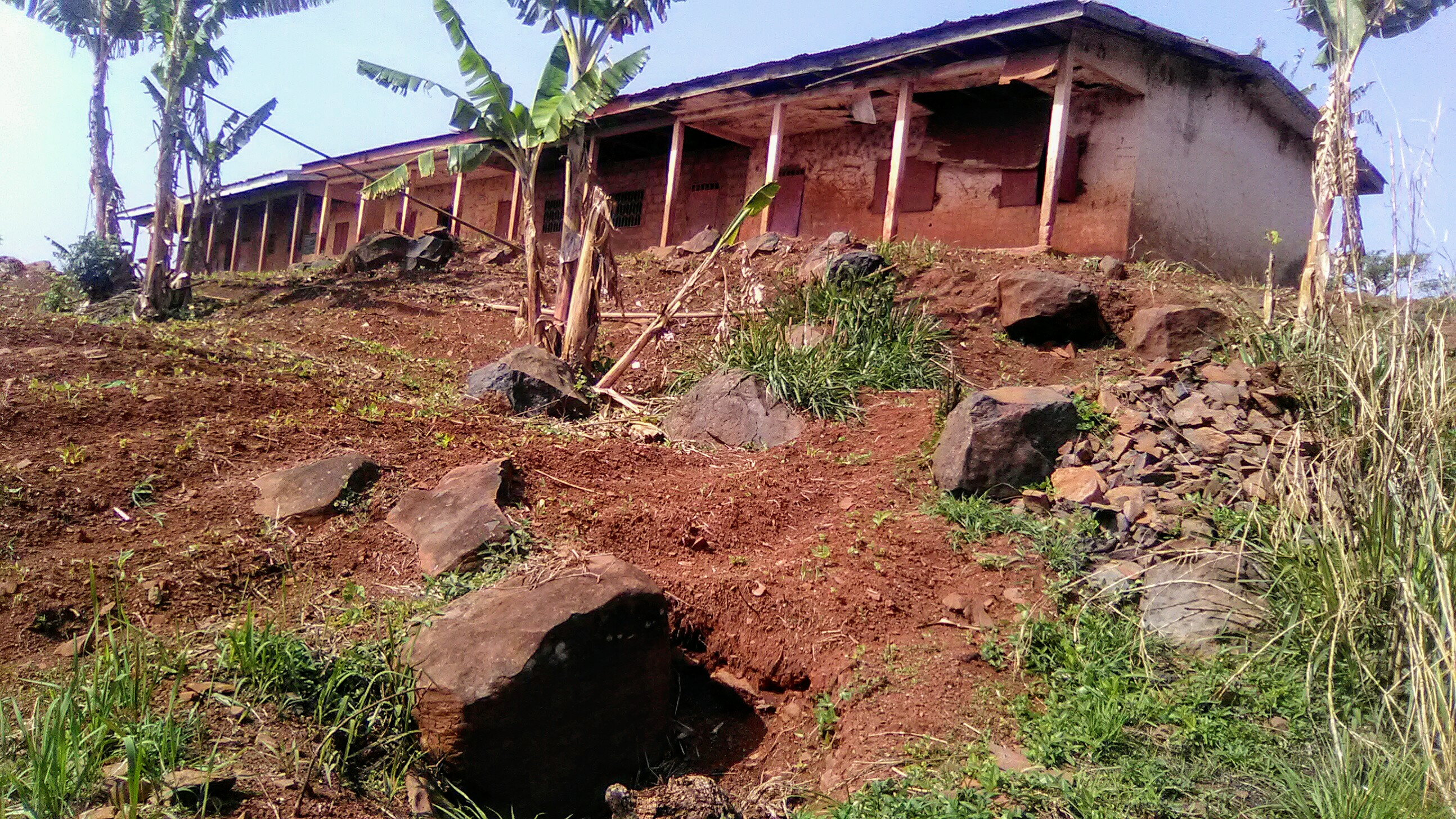
École publique de Medoumgong.

- École Publique de King Place Groupe I
- École Publique de King Place Groupe II
- École Catholique Saint Pierre

### Établissements d'enseignement secondaire
- Lycée de bamougong, un établissement public d'enseignement secondaire général situé à Batossessong[14].
- CETIC de Bamougong, un collège d'enseignement technique industriel et commercial situé à Balatchuet[15].

## Aspect sanitaire

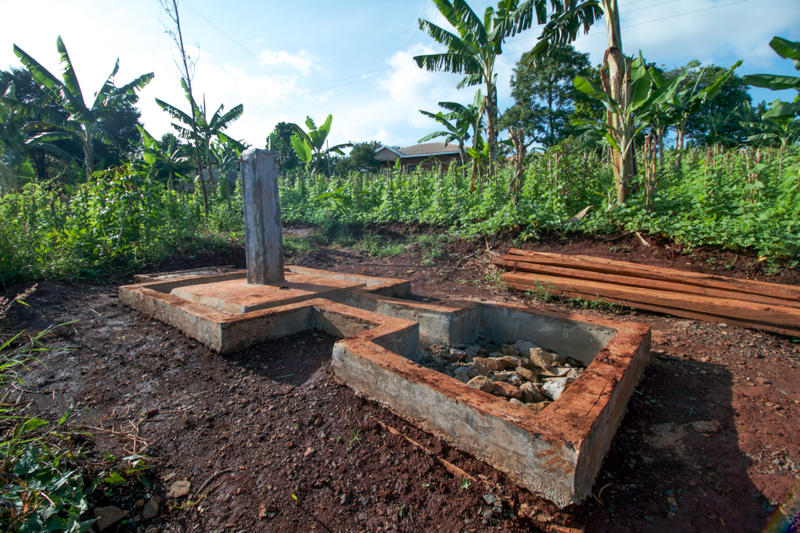
Adduction d'eau à Bametsa

On y trouve un Centre de santé intégré (CSI) qui permet la prise en charge des populations en soins élémentaires.
Le Centre de Santé Privé Touplaba de Métio seconde le Centre de Santé Intégré de Bamougong situé plus loin à Medoumgwong. 
Des naturopathes et des tradipraticiens sont installés çà et là dans le village.

## La vie spirituelle

### La tradition
En tant que descendants des Baladis d'Egypte, la tradition des Bamougong est une religion. Toutes les croyances sont codifiées dans les pratiques coutumières de tous les jours.Parmi ces rites traditionnelles, on peut citer:
- L'arbre du créateur: il consiste, pour une famille particulière, en la plantation d'un arbre d'une espèce bien connue pour la circonstance dans la concession où se feront des offrandes et holocaustes des descendants de cette famille pour demander protection et multiplication de la descendance au Créateur.
- L'arbre des jumeaux. Il s'agit de planter un arbre dans la concession pour célébrer la naissance de jumeaux dans la famille.
- Le Commandement N°5 des "Dix Commandements de Dieu": Honore ton père et ta mère pour qu'ils fassent de toi un homme. C'est un rite pour sceller le départ d'un garçon du toit parental et, ainsi, la fondation d'une nouvelle concession, l'extension horizontale de la famille[18].
- L'onction du mariage pour sceller une union maritale entre deux individus (un homme et une femme) et les deux familles entières. L’homosexualité n'est pas pensable.
- Offrandes et holocaustes à Dieu, dans le lieu sacré situé en bas de la concession et appartenant principalement à tout le quartier, pour lui demander fécondité, paix, santé, prospérité, bonheur, ou le remercier de nous avoir sorti d'une situation délicate[19].
- Offrandes aux enfants, toujours sans holocauste, pour leur signifier notre existence, notre appartenance à la famille, et solliciter leurs pensées positives à notre endroit. Cela s'appelle souvent "nourrir les enfants".
- Offrandes et holocaustes aux ancêtres, dans la maison des crânes, pour leur demander d'intercéder auprès de Dieu en faveur de leur progéniture que nous sommes, de continuer de veiller sur nous, car les morts ne sont jamais morts.

Le vin de raphia ne doit jamais manquer lors d'un rituel traditionnel. 
Les Bamougong sont monothéistes.

### Le christianisme

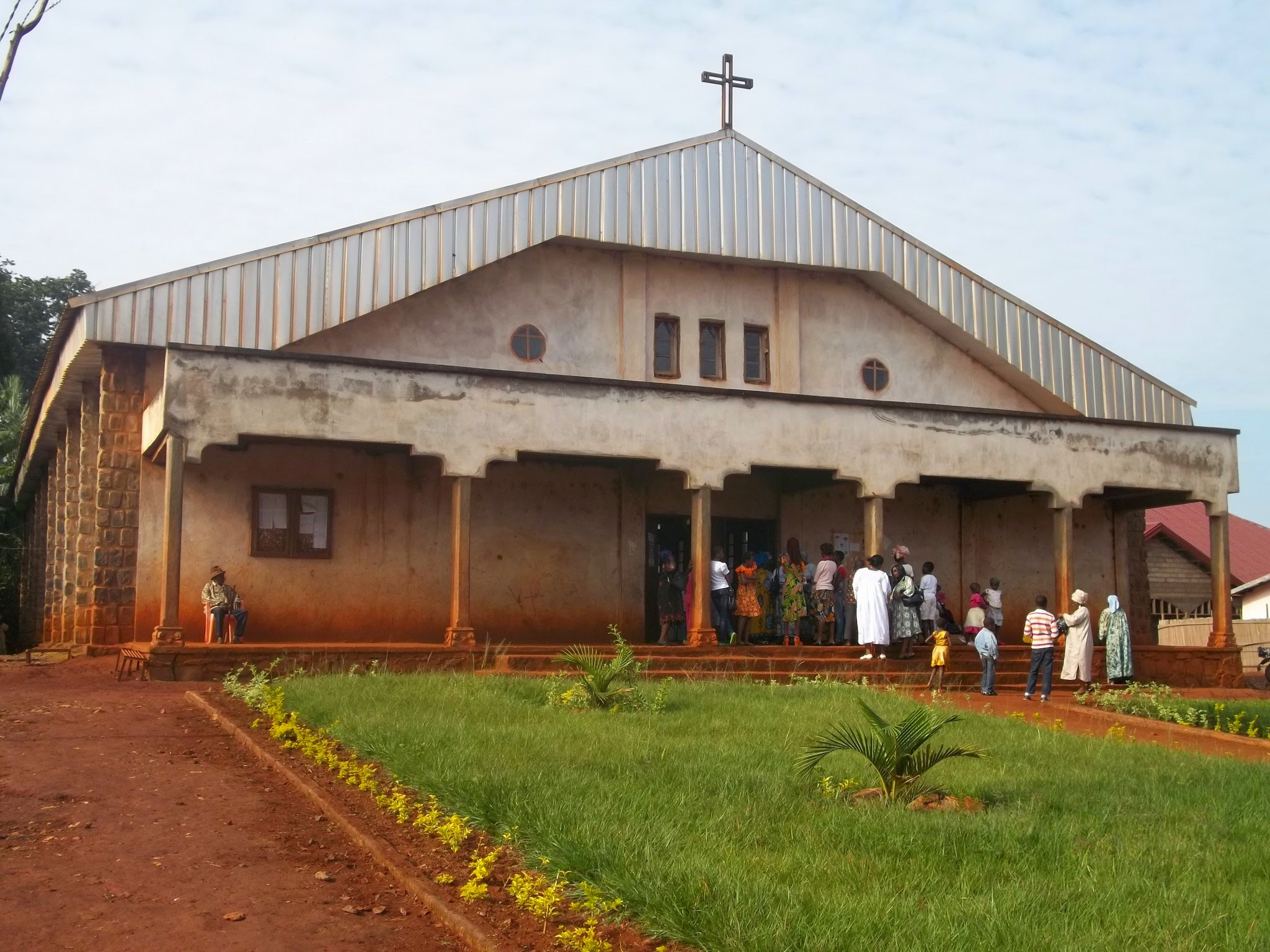
Paroisse Saint Pierre de Bamougong

Des églises chrétiennes d'obédience évangélique existent à Ngassang et Batolong; d'autres d'obédience à Medoumgwong, Bateng, Balatchuet... La paroisse catholique Saint Pierre de Bamougong, église à Métio relève de la doyenné de Mbouda du diocèse de Bafoussam.
Il y a de nombreux lieux sacrés, chacun portant le nom de l'endroit où il est situé, comme: Tchélépi, To'ombi, Twometa, goongoon... Ce sont des lieux de culte religieux où toutes les prières et demandes sont adressées à Dieu. Ces espaces d'offrandes à Dieu sont différents des autres lieux sacrés existant dans chaque concession et où on peut trouver les crânes des aïeux.    

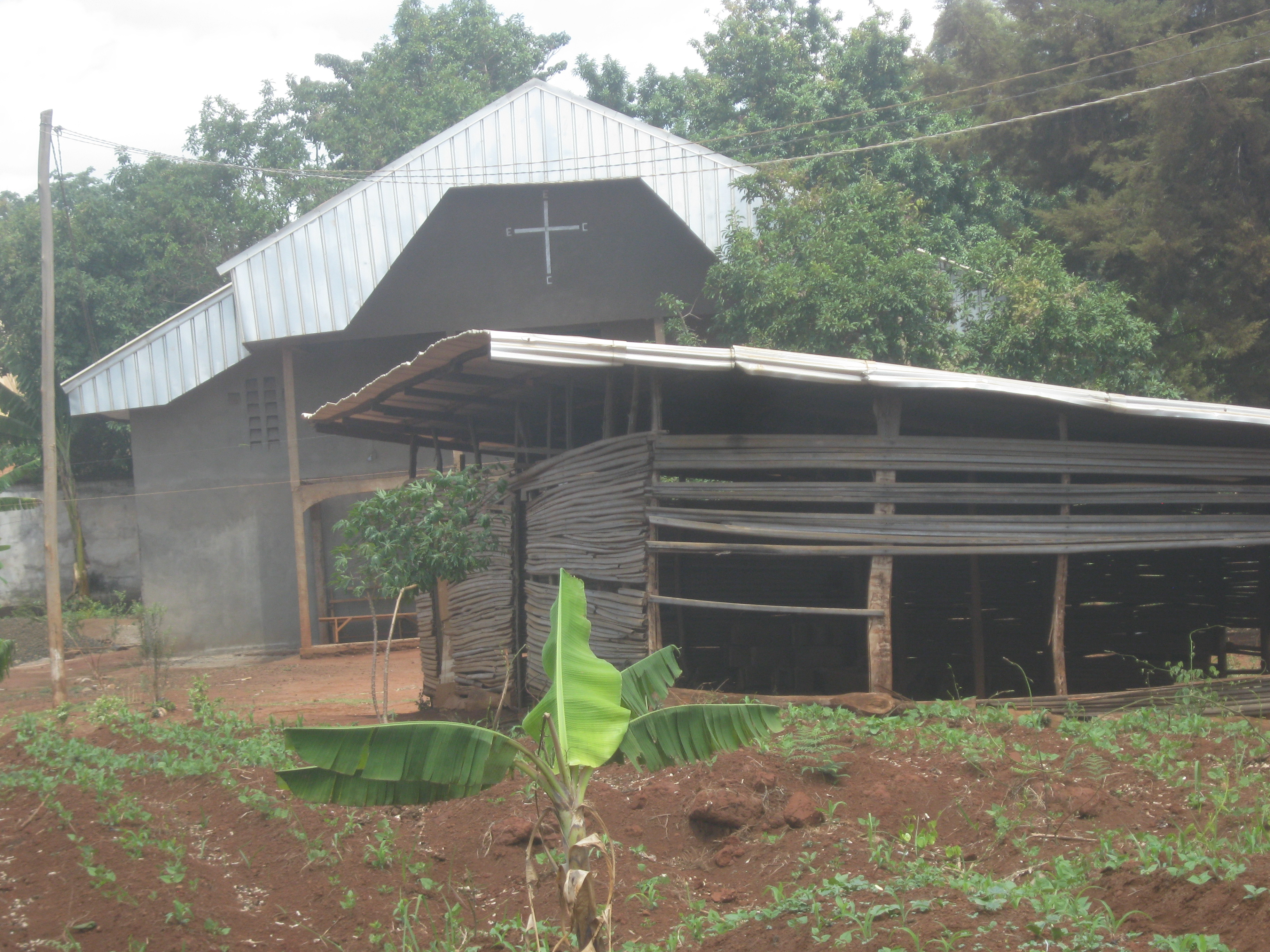
Paroisse de Ngassang-Bamougong (EEC)
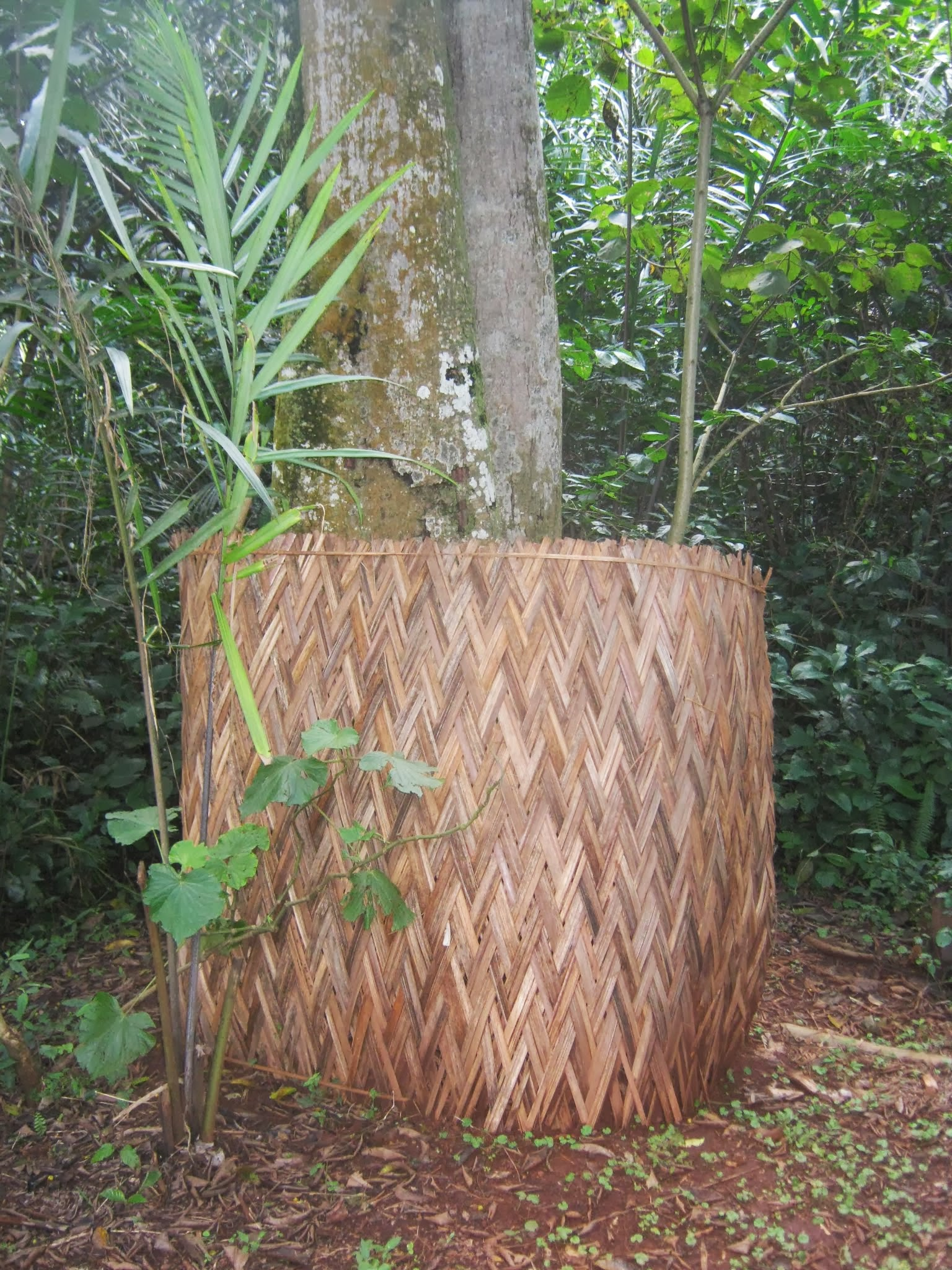
Lieu Sacré

## La famille et la vie sociale

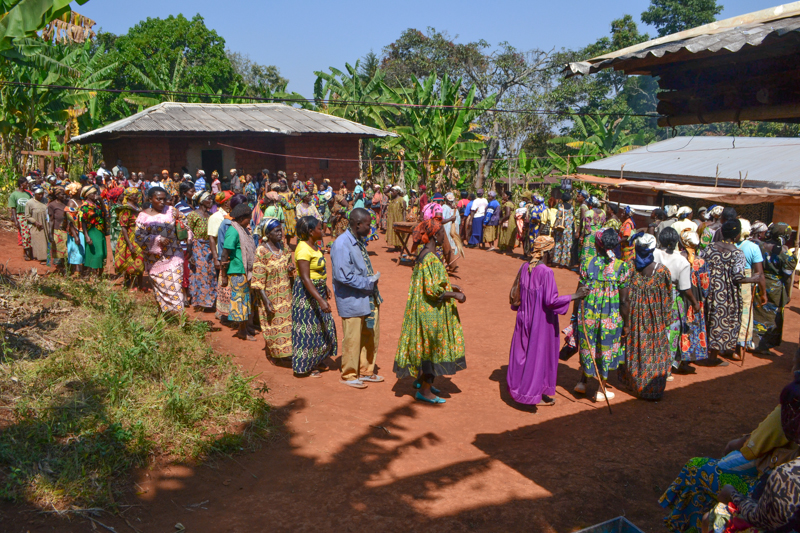
Funérailles à Bamougong

Le régime matrimonial dominant ici est la polygamie. Si les femmes et les enfants, par leur nombre, représentaient une main d’œuvre importante pour le chef de famille, c’était aussi un moyen indéniable pour l’homme d’affirmer sa virilité.  L'homme monogame est considéré comme un célibataire. L’aménagement de la case familiale obéit à ce statut bien implanté dans l’ensemble de la Région de l’Ouest (Statut de polygame). La case du chef de famille se trouve au centre de la concession ; et tout autour se trouvent les cases des différentes épouses. Chaque femme vivant dans son espace avec ses enfants.

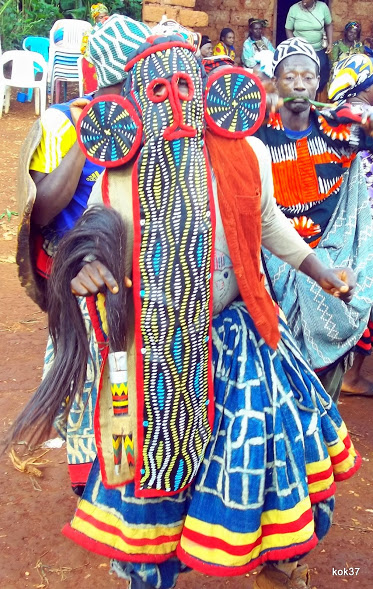
Zing, danse des funérailles;

Les constructions sont faites essentiellement en matériaux locaux. Les murs des bâtisses sont généralement faits en briques de terre, les toits sont faits de pailles ou en tôles pour les plus nantis. On retrouve çà et là des maisons en toit de chaume. Cette identité encore préservée constitue une source de curiosité pour le visiteur. La saison sèche est la période réservée aux funérailles, elle est aussi l’occasion pour les touristes de découvrir ce peuple des montagnes.  Les groupes de danses rivalisent d’adresse à chacune de ces occasions.

## Les institutions traditionnelles

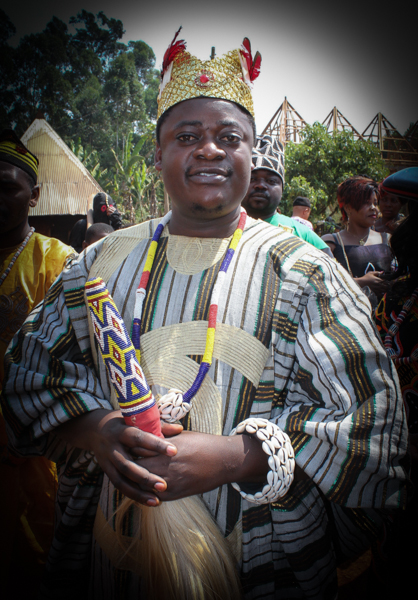
Le chef supérieur Bamougong

Le Chef Bamougong est Chef Supérieur et administrateur principal du Groupement. Il a deux adjoints : le Kuete et le Sa'a, respectivement N°2 et N°3 du règne. Dans chacun des seize villages de la Communauté, il est représenté par un Chef traditionnel de troisième degré, administrateur de second plan. Le Conseil des Notables assiste aussi le chef dans l'exercice de ses fonctions. Il comprend deux loges: la loge des "9" et la loge des "7". 
D'autres structures traditionnelles tournant autour du Chef Supérieur sont installées dans villages particuliers du Groupement. Ce sont:
- Les Pouola de Bakoum, le pouvoir venu de Nzié, le lieu d'où est sorti le fondateur du Groupement.
- Le Kou'ngan de Bateng, connu officiellement comme un groupe de danse.
- Le Ku'fouo de Balatchuet, Batsinla, Bakoum. Ce sont des gendarmes et des communicateurs de la Chefferie.

Au bas de l'échelle dans le palais du chef, ce sont les Metsinda, les serviteurs. 
Mais le décret N°77/245 du 15 juillet 1977 organisant la chefferie traditionnelle au Cameroun, modifié et complété par le décret N°2013/332 du 13 septembre 2009 ne reconnait qu'un seul adjoint au Chef traditionnel.

## Tourisme

### Organisations socio-culturelles

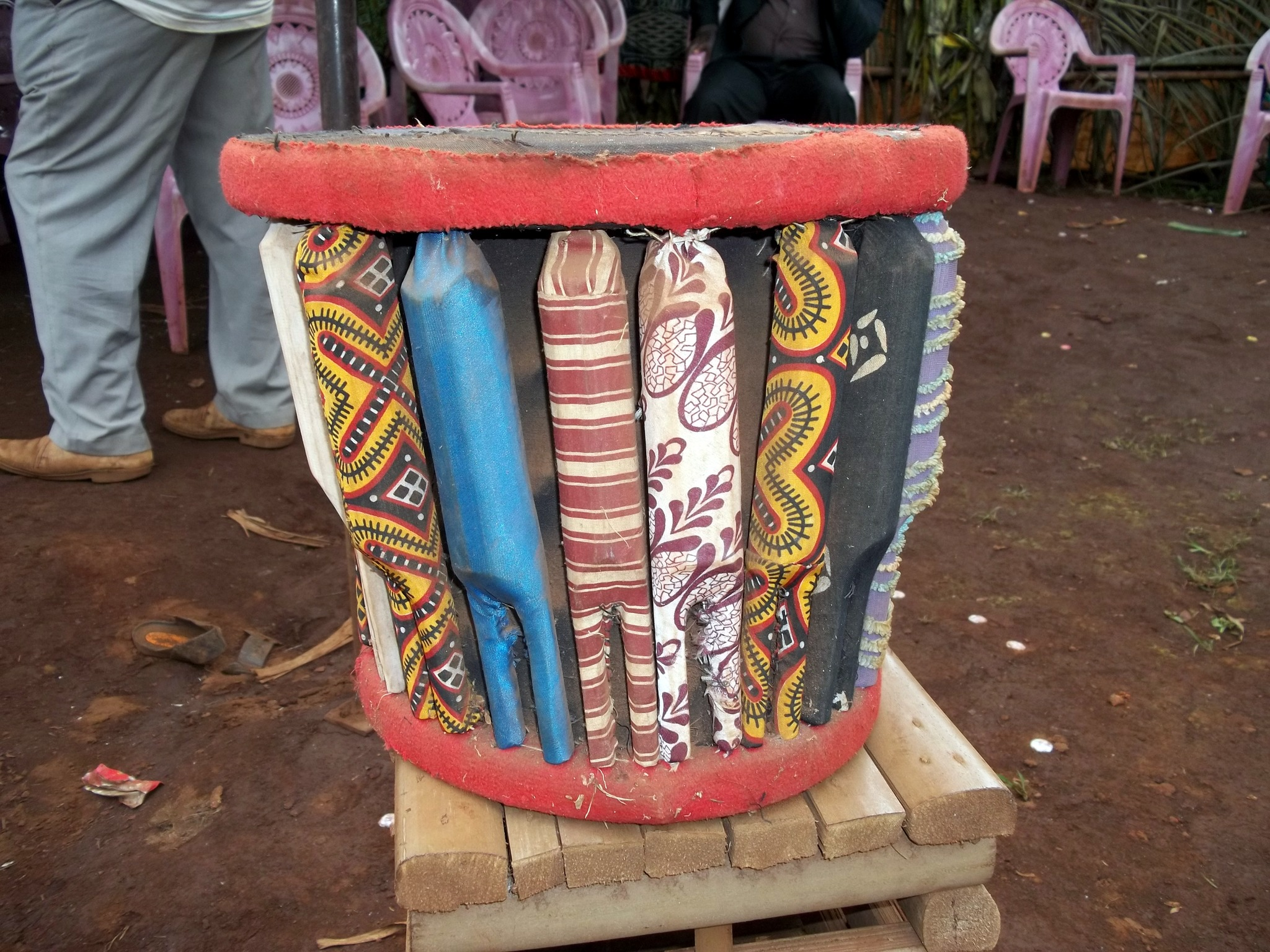
Masque Bamougong

À travers l’organisation des obsèques et des funérailles qui ont une grande importance ici, l’on peut vivre et apprécier l’organisation socio-culturelle. C’est en effet l’occasion du déploiement de la culture ancestrale à travers divers rites, danses et autres démonstrations du patrimoine culturel Bamiléké. Ainsi, c’est bien souvent l’occasion pour les groupes de danses, associations culturelles, réunions de clan d’âge, sociétés secrètes, danses mystiques de s’exprimer. 
Ces différents groupes peuvent alors exhiber et faire découvrir et apprécier les masques, les costumes, les parures, les pas de danses; c’est également une occasion de communion entre danseurs, famille du défunt et invités. Bien souvent dans un élan de sympathie, les touristes sont invités à esquisser des pas de danse avec les danseurs; une façon visible de leur témoigner l’hospitalité de ce peuple. C’est aussi le rendez-vous du donnant-donnant. 
Généralement la cote de popularité et la générosité d’un fils du village sont appréciées vue de la mobilisation humaine à ses côtés dans les situations tristes ou joyeuses. On peut observer et toucher du doigt le vivre ensemble qui caractérise ces hommes et femmes. Les mets que cuisinent les femmes ne sont pas en reste. La chefferie supérieure est en pleine expansion avec l’entrée principale qui prend un coup de neuf en ce moment, l’aménagement du musée qui suit son court. Les lieux sacrées et les forêts interdites sont des sanctuaires naturels qui préservent l’écosystème et favorisent la joie de vivre. Un vent nouveau qui a soufflé dans le village avec l’intronisation du nouveau roi. Les populations attendent beaucoup de lui, la mise en valeur de son énergie et  son savoir-faire pour décupler ce qu’il a hérité de son père.

### Eco tourisme

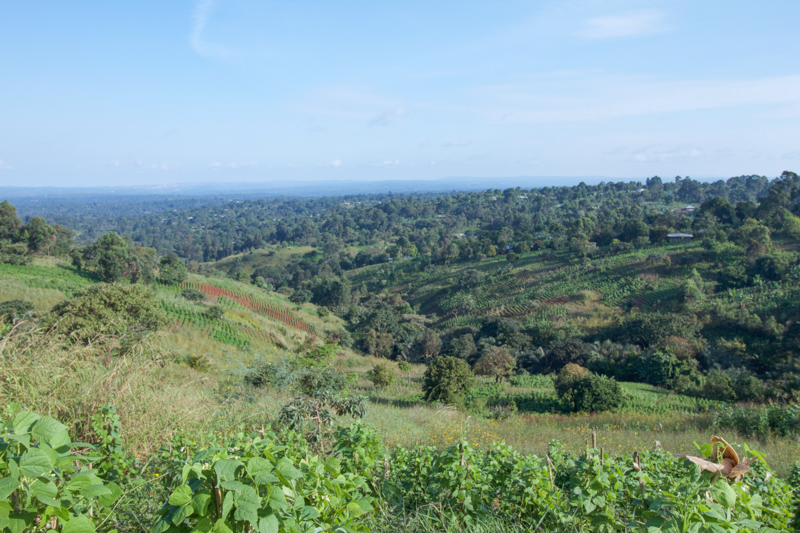
Paysage de Bamougong.

Les différents versants des collines qui surplombent la contrée dévoilent sa chaîne

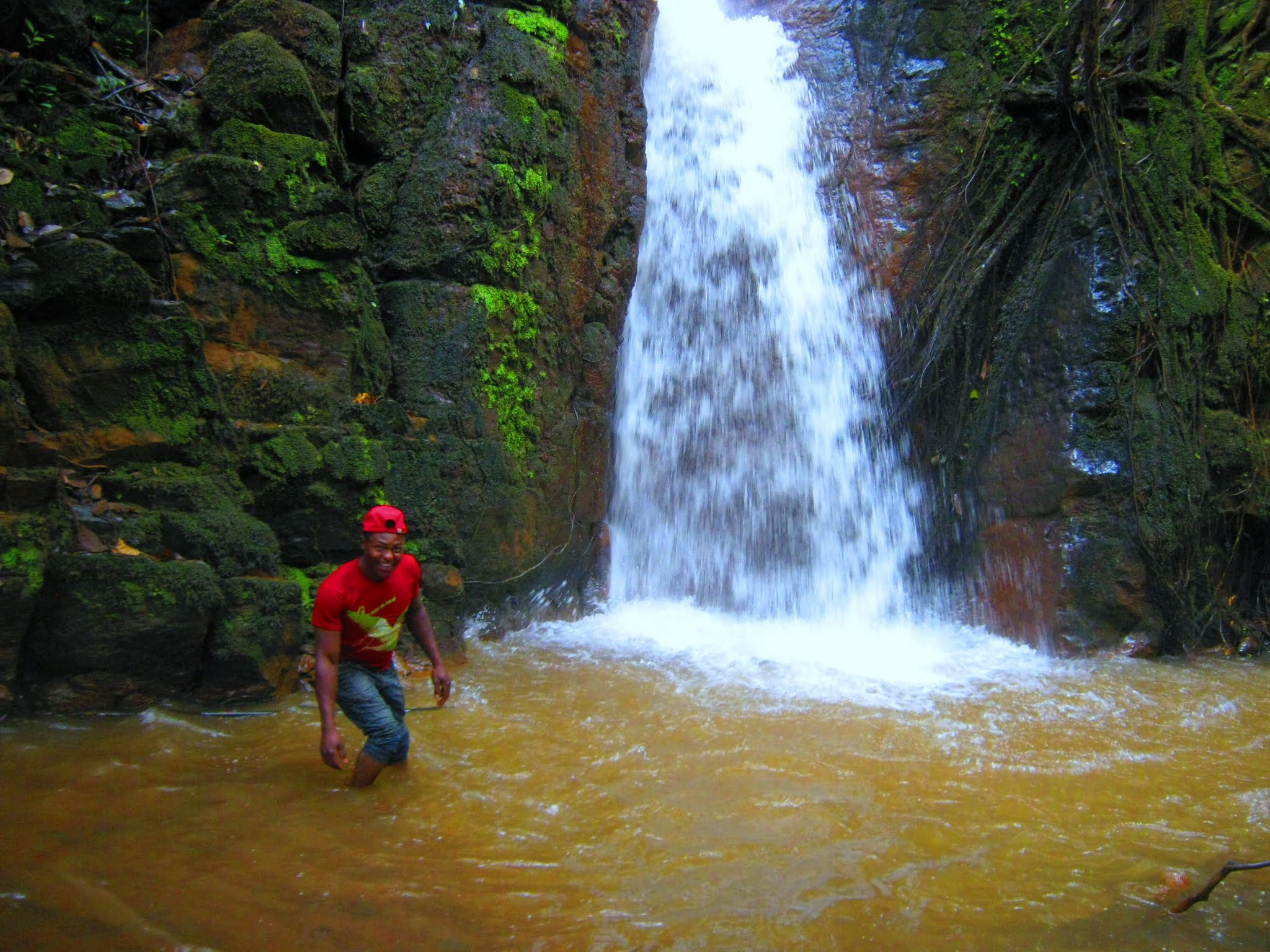
Les chutes de Tchélépi

montagneuse. Chacun peut découvrir le système cultural adopté par les femmes pour faire face à l’érosion du sol sous l’influence des pluies et du ruissèlement des eaux. Les nombreux arbres laissent voir un paysage verdoyant. Situé à quelques kilomètres du Mont Bamboutos, à partir de certains sites à l’exemple du quartier Bametsa ou Metio, il y a une vue de ce mont. 

#### Les chutes de Tchélépi
Les chutes de Tchélépi sont un lieu sacré situé au quartier Bameghang. Les gens viennent pour y faire des sacrifices et des offrandes aux dieux.

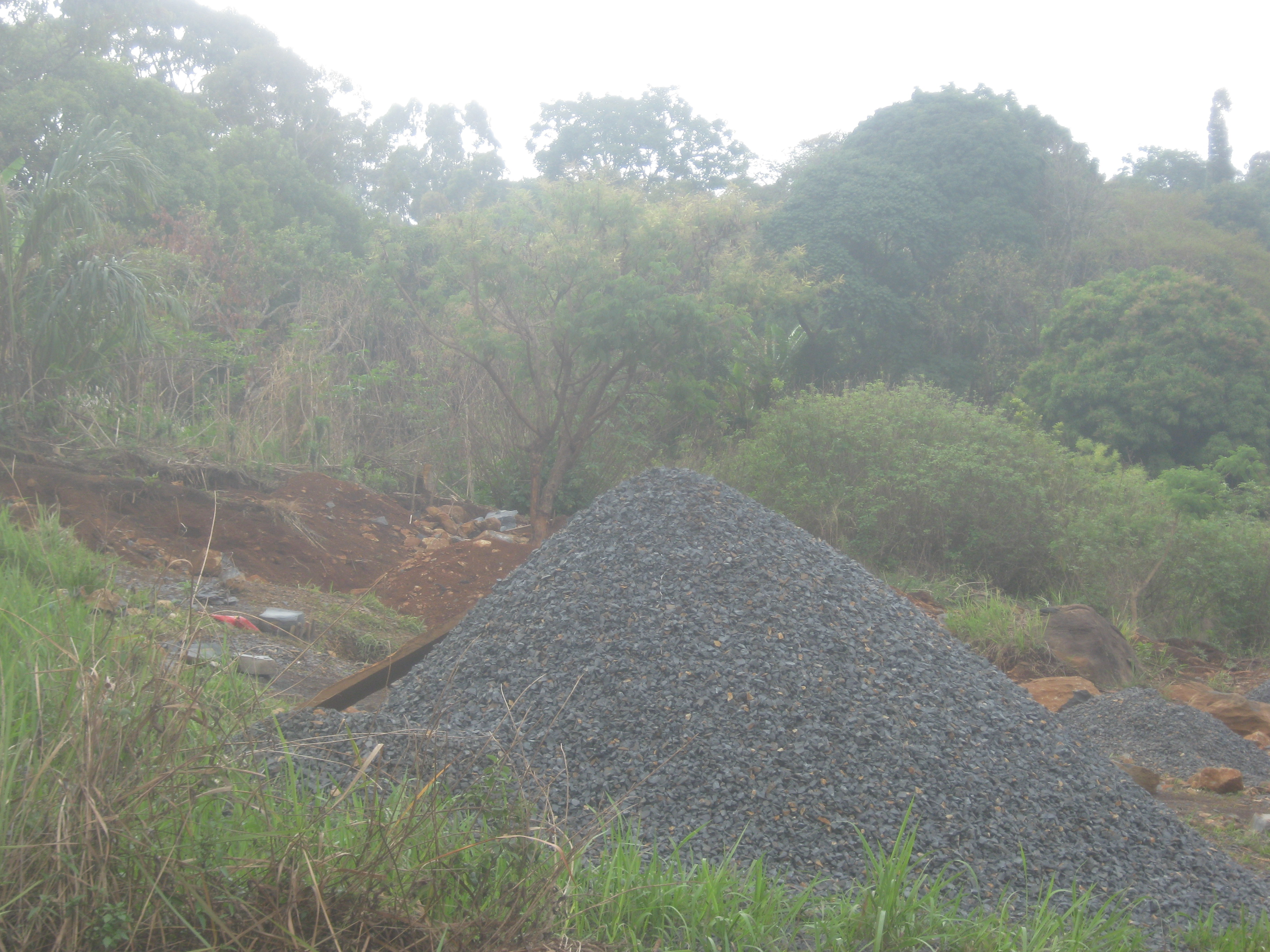
Carrière de pierres à Medoumgwong-Bamougong

## Initiatives de développement
Les tontines journalières, hebdomadaires ou mensuelles sont pratiquées à Bamougong et constituent un levier du développement.
La prochaine route bitumée Mbouda-Baleveng passant par Bamougong offre une perspective de désenclavement, d'amélioration du réseau routier et de développement.

### Le Comité d'Appui au développement
D'abord Comité d'Actions de Développement (CAD) créé en 1978 par Kiampi David avec l'approbation du Chef Supérieur Namekong Tiwa Jean Pierre, il devient Comité d'Appui au Développement (CAD) en 2000 après le deuxième amendement de ses statuts le 30 août 2000. Ces statuts avaient été adoptés l'année même de la création du comité puis modifiés pour une première fois le 19 août 1995. 
Le Comité a construit le Foyer Culturel Bamougong à King Place et l'a équipé en chaises. Il a financé les travaux de finition de deux salles d'hospitalisation au Centre de Santé Intégré de Bamougong sis à Medoumgwong, puis donné des contributions financières pour la construction des Paroisses de Ngassang (EEC à Batossessong) et Saint Pierre (église catholique à Métio). L'une de ses œuvres phares reste l'organisation, dans ses années de gloire (2002-2005), de mini-commis agropastoraux pour primer les paysans les plus méritants dans les travaux champêtres.

### Le Cercle de l'Élite Bamougong
Le Cercle de l'Elite Bamougong est une association créée le 28 octobre 2006 et reconnue dans les services du Préfet du Département des Bamboutos sous récépissé N°64/RDA/F-31/BASC du 17 juillet 2009. Elle a offert un véhicule 4X4 au Chef Supérieur Bamougong le 29 janvier 2011 et construit trois salles de classe au Lycée de Bamougong.